# Wyoming (Delaware)
Wyoming – miasto w Stanach Zjednoczonych, w stanie Delaware, w hrabstwie Kent.